# Dolichoderus spinicollis
Dolichoderus spinicollis is een mierensoort uit de onderfamilie van de Dolichoderinae. De wetenschappelijke naam van de soort is voor het eerst geldig gepubliceerd in 1817 door Latreille.